# Euxoa titubatis
Euxoa titubatis là một loài bướm đêm trong họ Noctuidae.